# أيزو 45001

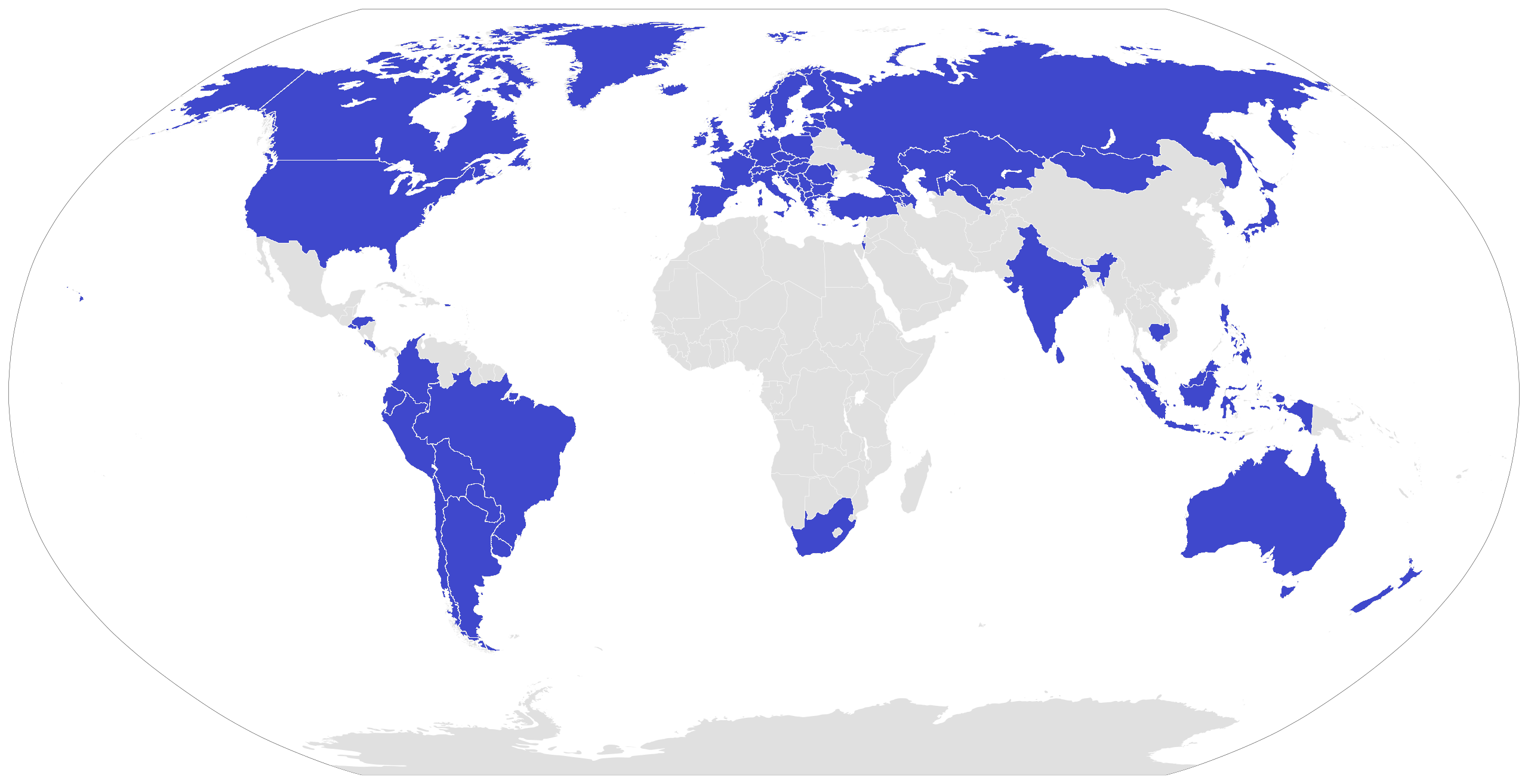
اعتماد أيزو 45001 حسب البلد

ISO 45001 هو معيار أيزو لأنظمة إدارة الصحة والسلامة المهنية، تم نشره في مارس 2018. الهدف من أيزو 45001 هو الحد من الإصابات والأمراض المهنية، بما في ذلك تعزيز وحماية الصحة البدنية والعقلية.